# Михайлов, Милош
Милош Михайлов (серб. Miloš Mihajlov; род. 1982) — сербский футболист, игравший на позиции защитника.

## Карьера
В качестве защитника в клубах Сербии, Турции, Румынии, КНР, Казахстана. В составе «Партизана» сыграл 5 матчей в еврокубках. В 2011 году был самым дорогим футболистом чемпионата Казахстана (900 тысяч евро). В межсезонье 2012/13 покинул «Жетысу».

## Достижения
- 3 место в чемпионате Сербии (2005/06) — Вождовац
- 2 место в чемпионате Сербии (2006/07) — Партизан
- Чемпион Сербии (2007/08) — Партизан
- Обладатель Кубка Сербии (2008) — Партизан
- 2 место в чемпионате Казахстана (2011) — Жетысу